# Purtarea Crucii (Bosch, Gent)
Purtarea Crucii este o pictură de la începutul secolului al XVI-lea atribuită lui Hieronymus Bosch și păstrată la Muzeul de Arte Frumoase din Gent (MSK). Aceeași temă neotestamentară a fost ilustrată de Bosch în Purtarea Crucii de la Viena, Purtarea Crucii de la El Escorial și pe spatele panourilor laterale ale Tripticului Sfântului Anton de la Lisabona.

## Descriere

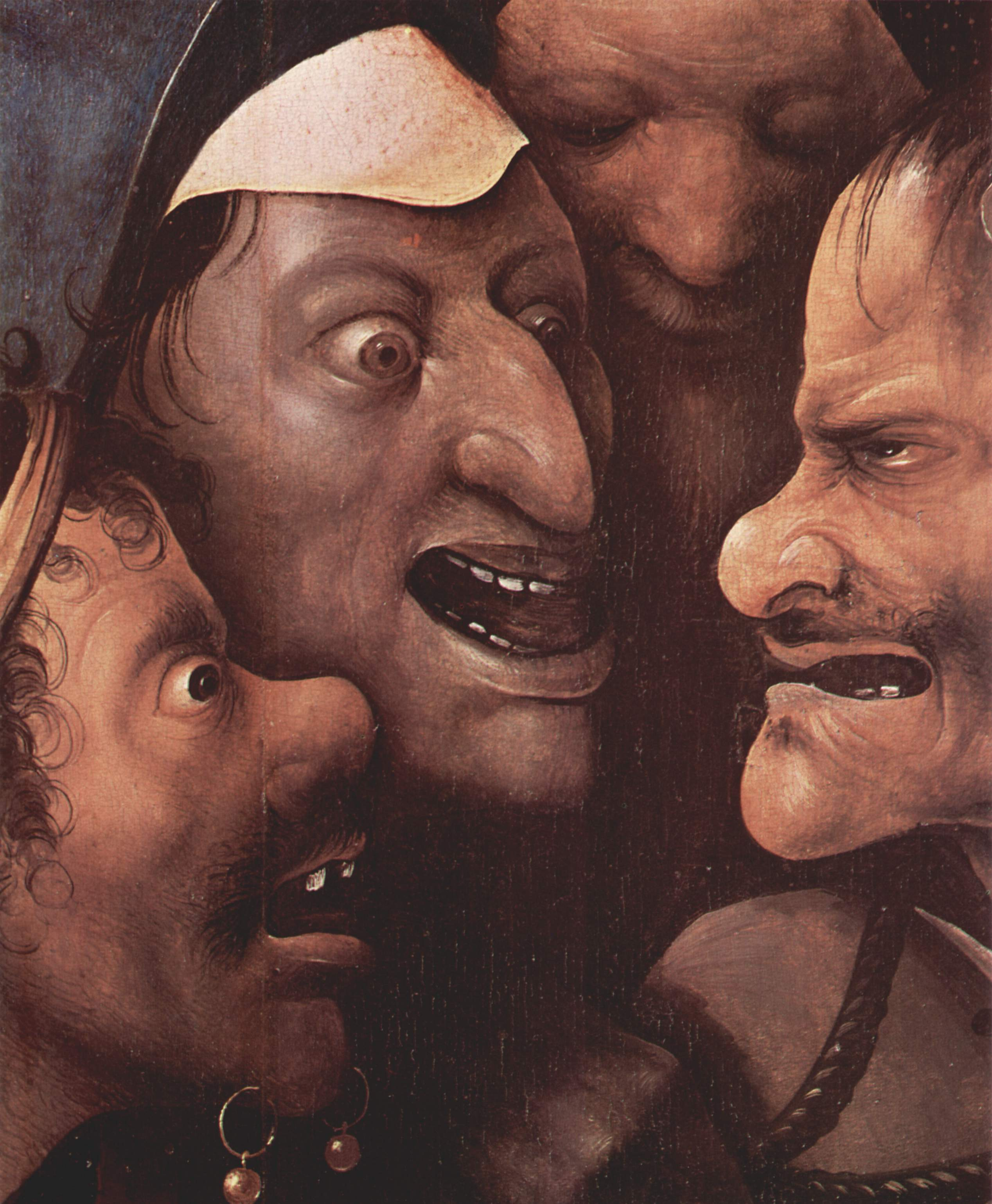
Detaliu al grupului în care se află tâlharul cel rău.

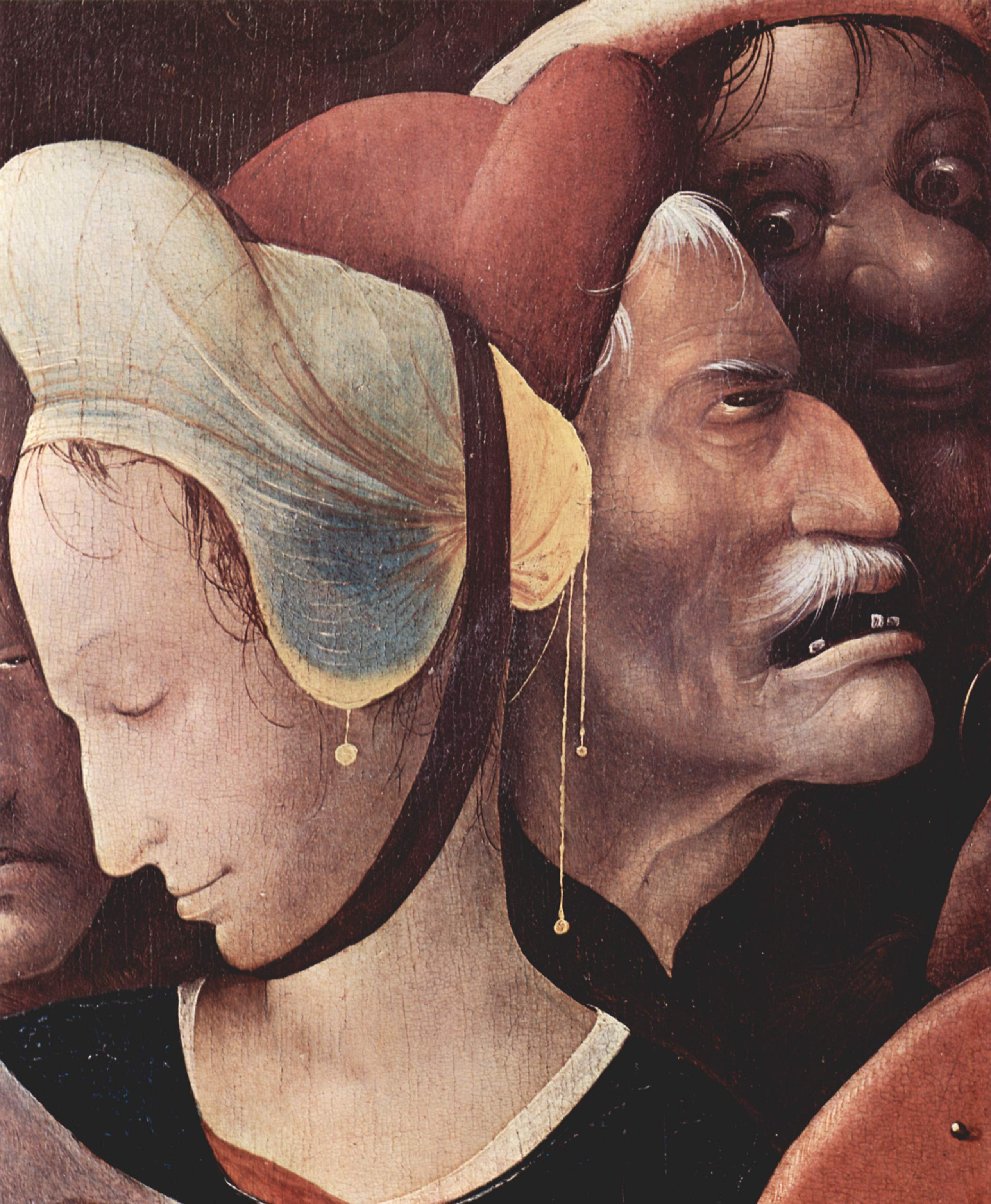
Detaliu în care apare Sfânta Veronica și doi privitori.

Pictat în ulei, tabloul este format din patru panouri asamblate vertical. El are 76,7 cm înălțime, 83,5 cm lățime și 0,9 cm grosime.
Pe un fundal întunecat, 17 figuri reprezentate de la bust îl înconjoară pe Cristos care-și poartă crucea sau formează mici grupuri organizate prin jocuri ale privirilor. Mâinile lor sunt uneori vizibile, dar pictorul este interesat să reprezinte mai ales expresiile faciale și fizionomiile lor adesea caricaturale, care ocupă aproape tot spațiul picturii.
În afară de Cristos încoronat cu spini, pot fi recunoscuți Sfânta Veronica (stânga jos), care ține vălul pe care s-a imprimat în mod miraculos Sfânta Față a lui Isus, și cei doi tâlhari (în dreapta). Tâlharul cel bun are trăsături mai puțin deformate (în partea dreaptă sus), dar o tentă lividă care trădează, fără îndoială, frica de pedeapsă. El este dus către supliciu de un călugăr fără dinți, care pare să-l amenințe cu flăcările iadului. Mult mai hidos decât tovarășul său, tâlharul cel rău se mulțumește să răspundă cu o grimasă plină de ură celor doi privitori cu figuri la fel de grotești, care-l insultă. Plasturele lipit pe craniu îi sporește urâțenia. Între tâlharul cel rău și agresorii lui, în vârful compoziției piramidale a grupului, un bărbat, care poartă un coif ascuțit, are un chip decolorat straniu. Alte personaje poartă pălării mai mult sau mai puțin fanteziste, iar unele dintre ele poartă bijuterii în ureche, în bărbie sau în jurul gurii.
Trăsăturile fine, expresia senină și ochii închiși ai lui Cristos și ai Veronicăi contrastează puternic cu grimasele exagerate întipărite pe fețele monstruoase și ridicole ale celorlalte personaje.

## Istoric
Colectivul Muzeului de Arte Frumoase din Gent se alătură opiniei majorității istoricilor de artă, care consideră că pictura aparține ultimei faze de creație a lui Bosch din perioada 1510-1516. Alți autori consideră că este mai veche. Frédéric Elsig presupune că ar face parte dintr-un ansamblu de comenzi bruxelleze, care ar include tripticele Judecata de apoi de la Viena și Grădina deliciilor, pe care el le datează din anii 1505-1510.
În secolul al XIX-lea tabloul a făcut parte din colecția Nicholson de la Londra, apoi a trecut în colecția domnului Hemmé din Bruxelles. În 1902 a fost achiziționat de la F. Kennis de către Societatea Prietenilor Muzeului din Gent (Société des Amis du Musée de Gand) la inițiativa istoricului de artă Georges Hulin de Loo. În același an a fost prezentat publicului belgian în cadrul Expoziției primitivilor flamanzi de la Bruges (nr. 285 din catalog). A fost restaurat în anii 1956-1957 sub supravegherea unei comisii internaționale de experți.

## Atribuirea lui Bosch
Cu ocazia prezentării în fața publicului în 1902, pictura a fost apreciată de Hulin de Loo ca fiind „una dintre cele mai importante opere ale maestrului din afara Spaniei”. Caracterul său autograf, recunoscut, de asemenea, de Fourcaud, Tolnay, Combe, Linfert, Cinotti Bösing, Larsen și Elsig, a fost contestat, cu toate acestea, de alți autori precum Leonard J. Slatkes, care o consideră o „copie de atelier sau o variantă de atelier” a unui original pierdut, și Bernard Vermet, care o atribuie unui urmaș din anii 1520-1530.
Louis Maeterlinck, curatorul Muzeului din Gent la începutul secolului al XX-lea, a propus includerea picturii Purtarea Crucii într-un ansamblu de lucrări ce prezentau Patimile lui Cristos cu personaje de dimensiuni mari reprezentate pe jumătate și care era format din Încoronarea cu spini de la El Escorial, Tripticul patimilor de la Muzeul din Valencia (al cărui panou central este aproape identic cu pictura anterioară) și pe Cristos în fața lui Pilat de la Princeton. Or, aceste ultime trei picturi, pe care Maeterlinck le includea „printre lucrările lui Bosch care aparțin ultimei sale perioade de creație”, sunt atribuite astăzi urmașilor lui Bosch de la Anvers care au lucrat în stilul lui Quentin Metsys între anii 1520 și 1540.

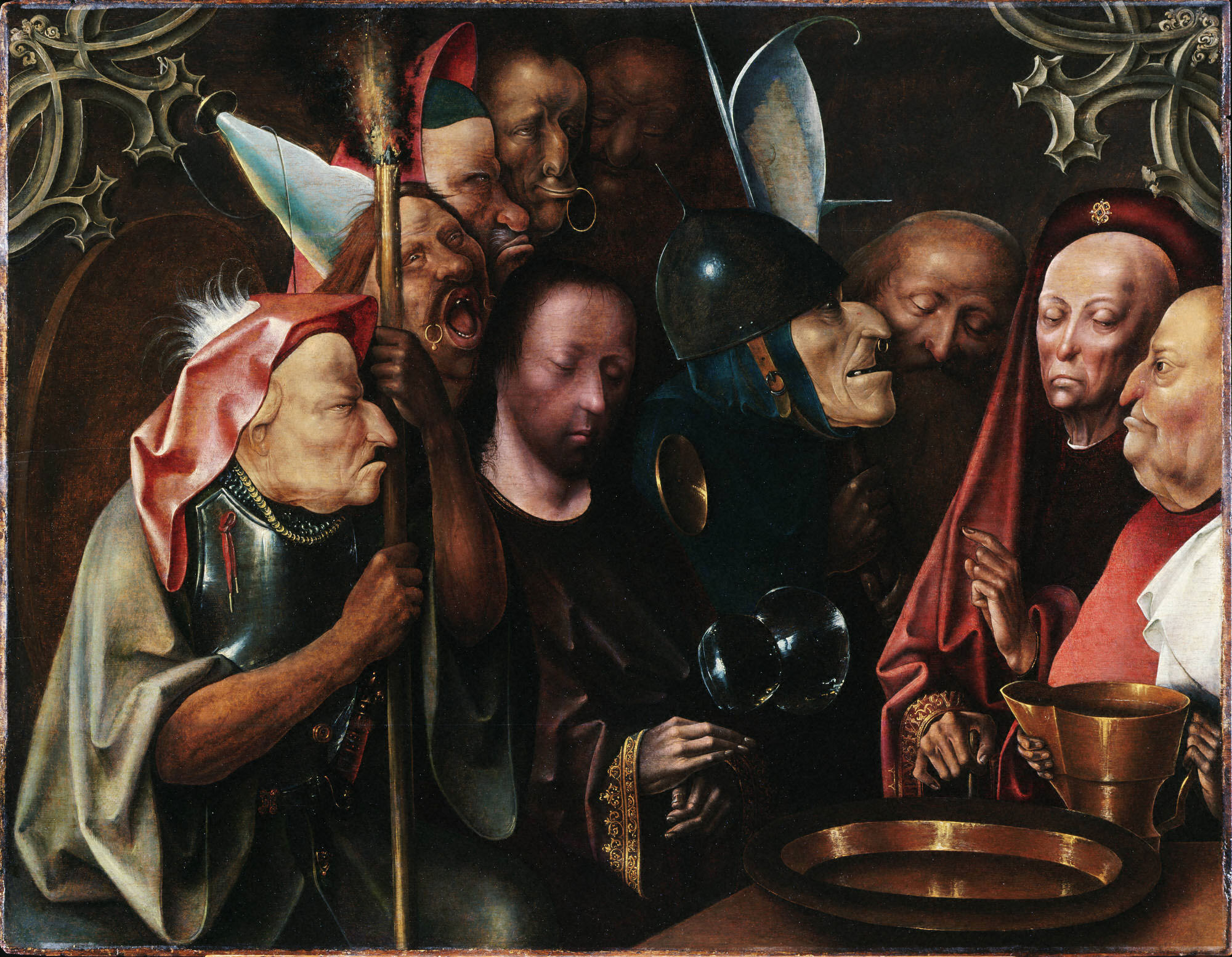
Urmaș al lui Bosch, Cristos în fața lui Pilat , circa 1520, Muzeul de Artă al Universității Princeton.
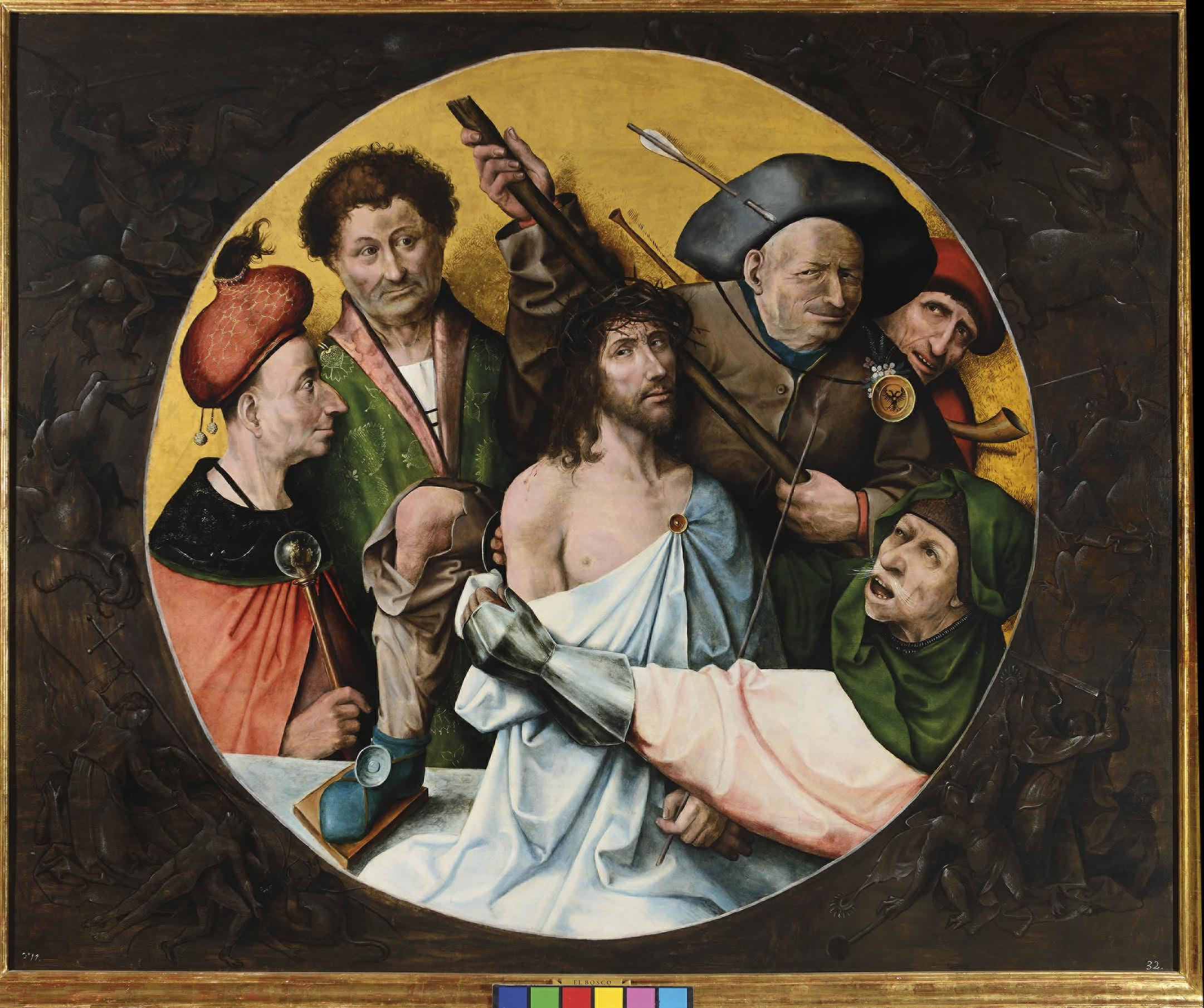
Urmaș al lui Bosch, Încoronarea cu spini, circa 1530-1540, L'Escurial (Madrid).
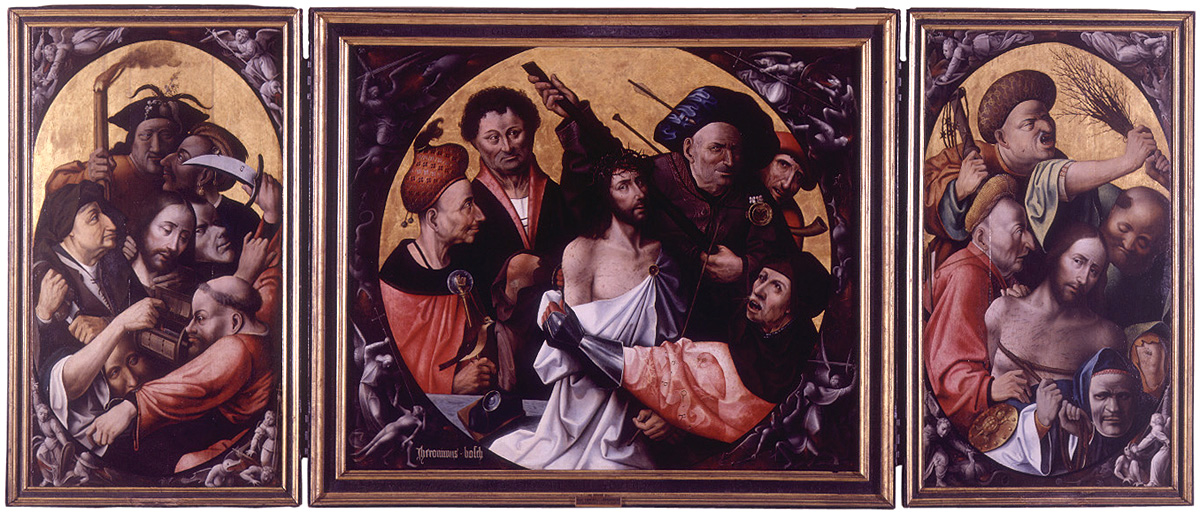
Urmaș al lui Bosch, Tripticul patimilor, circa 1530-1540, Muzeul de Arte Frumoase din Valencia (Spania).

În octombrie 2015 echipa programului internațional de cercetare și restaurare Bosch Research and Conservation Project (BRCP), condusă de Jos Koldeweij, a anunțat că opera nu ar fi fost realizată de Bosch, ci „de un pictor fenomenal cu nume necunoscut care ar fi pictat-o în 1520”.
În dezacord cu concluziile BRCP, Muzeul de Arte Frumoase din Gent a decis să păstreze numele lui Bosch pe panoul explicativ al tabloului. Această decizie a fost sprijinită de un grup de experți, printre care Maximiliaan Martens de la Universitatea din Gent. Acesta din urmă a justificat atribuirea picturii lui Bosch prin evidențierea unor analogii între Purtarea Crucii din Gent și Încoronarea cu spini de la Londra, care este atribuită fără dubii lui Bosch.

## Legături externe
- Notă în baza de date IRPA a BALaT (accesat la 22 aprilie 2016).